# Leo Habringer

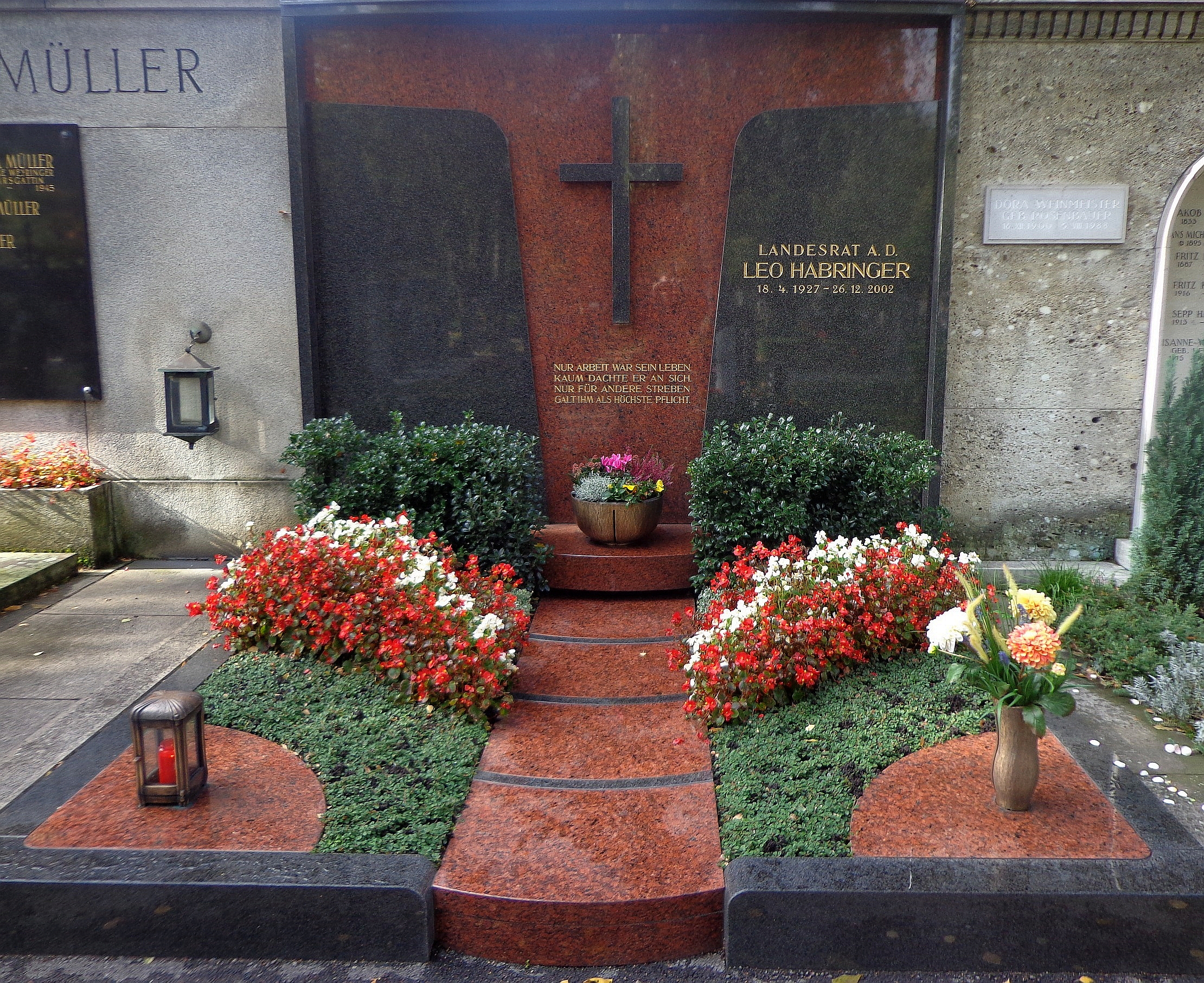
St. Barbara-Friedhof Linz - Grab von Leo Habringer und seiner Familie

Leo Habringer (* 18. April 1927 in Haibach ob der Donau; † 26. Dezember 2002 in Linz) war ein oberösterreichischer Politiker (SPÖ) und Parteiangestellter. Er war Mitglied des Österreichischen Bundesrates, Abgeordneter und Zweiter Landtagspräsident des Oberösterreichischen Landtags und von 1982 bis 1991 Landesrat in der Oberösterreichischen Landesregierung.

## Ausbildung und Beruf
Habringer besuchte die Volksschule und wechselte danach an ein Gymnasium. Er trat 1942 als Verwaltungslehrling in den Dienst der Gemeinde Haibach ob der Donau und war nach seiner Rückkehr aus der Kriegsgefangenschaft von 1946 bis 1950 als Gemeindesekretär in Haibach ob der Donau beschäftigt. Danach wechselte er als Schweißer in die Steyr-Werke, wo er bis 1956 tätig war. Habringer wurde 1956 Angestellter des Landesparteisekretariats.

## Politik und Funktionen
Habringer erhielt seine politische Prägung in der sozialistischen Jugend. Nach seiner Anstellung im Landesparteisekretariat der SPÖ Oberösterreich baute er das kommunalpolitische Referat auf, war Gründer des Sozialistischen Gemeindevertreterverbandes Oberösterreich und bis 1975 deren geschäftsführender Obmann. Daneben war er auch Organisationsreferent der SPÖ-Landesorganisation und schließlich Landesparteisekretär der Sozialdemokratischen Partei Oberösterreichs. 1975 wechselte er als Zweiter Vorstandsdirektor bzw. stellvertretender Geschäftsführer zur Gemeinnützigen Wohnungsgenossenschaft der Stadt Linz.
Er wirkte innerparteilich als Mitglied und Obmann des SPÖ Bezirksvorstandes Linz und war nach seiner politischen Karriere ab 1995 Vorsitzender des Pensionistenverbandes Oberösterreich. Er vertrat die SPÖ zwischen dem 17. November 1967 und dem 15. November 1973 im Bundesrat und wurde am 6. November 1973 als Abgeordneter zum Oberösterreichischen Landtag angelobt. Noch am selben Tag wurde er auch zum Zweiten Präsidenten des Oberösterreichischen Landtags gewählt, wobei er seine Tätigkeit als Landtagsabgeordneter und Zweiter Landtagspräsident bis zum 21. Oktober 1982 ausübte. Zwischen dem 25. Oktober 1979 und dem 21. Oktober 1982 war er zudem Klubobmann-Stellvertreter des SPÖ-Landtagsklubs. Am 1. Oktober 1982 wurde Habringer zum Landesrat für Naturschutz und Gesundheit gewählt, nachdem Rupert Hartl aus der Landesregierung Ratzenböck II vorzeitig ausgeschieden war. Ab dem 8. Oktober 1985 war Habringer zudem Landesrat für Naturschutz, Gesundheit und Wohnbau in der Landesregierung Ratzenböck III, wobei er sein Amt bis zum 29. Oktober 1991 ausübte.
Er ist begraben am St. Barbara-Friedhof in Linz.

## Privates
Habringer war ab 1950 mit Cäcilia Schlager verheiratet und wurde 1952 Vater eines Sohnes.

## Auszeichnungen
- 1987: Ehrenring der Stadt Linz
- Goldenes Ehrenzeichen des Landes Oberösterreich
- 1994: Großes Ehrenzeichen des Landes Oberösterreich
- 2001: Goldenes Ehrenzeichen für Verdienste um die Republik Österreich
- Ehrenring der Gemeinde Pregarten
- Ehrenring der Gemeinde Marchtrenk
- Ehrenbürger der Gemeinde Haibach ob der Donau
- Große Viktor-Adler-Plakette der SPÖ